# Аркаул (Благовіщенський район)
Аркау́л (рос. Аркаул, башк. Арҡауыл) — присілок у складі Благовіщенського району Башкортостану, Росія. Входить до складу Старонадеждинської сільської ради.
Населення — 93 особи (2010; 108 в 2002).
Національний склад:
- башкири — 73 %